# Pierre Guillaume Camille Forthomme
Pierre Guillaume Camille Forthomme (* 24. September 1821 in Fougères; † 1884 in Nancy) war ein französischer Physiker und Chemiker.
1860 promovierte er in Nancy zum Dr. ès sc. und wurde zunächst Professor für Physik und Chemie am Lyceum, später an der Fakultät der Wissenschaften an der Universität Nancy.
Sein Nachfolger wurde Albin Haller (1849–1925).

## Veröffentlichungen
- Traité élémentaire de physique expérimentale et appliquée. 1860.
- Nouveau procédé pour mesurer les indices de réfraction des liquides, application aux dissolutions salines. 1860.
- Historique de l’analyse spectrale. 1863.
- Traité d’analyse chimique quantitative. 1867 (mit Carl Remigius Fresenius).
- Traité d’analyse chimique à l'aide de liqueurs titrées. 1875 (mit Friedrich Mohr).